# Villa romaine de Casignana
La villa romaine de Casignana est une villa romaine dont les ruines se trouvent dans la commune de Casignana (ville métropolitaine de Reggio de  Calabre), en Calabre,.
La villa est située au bord de la mer et à proximité de l'ancienne route reliant les anciennes Locri Epizefiri et Rhêgion. La phase la plus importante de la villa, dont la disposition originale remonte au Ier siècle apr. J.-C., est celle d'une importante rénovation au IVe siècle. Elle fut ensuite abandonnée au Ve siècle, mais présente des traces d'utilisation jusqu'au VIIe siècle.

## Historique

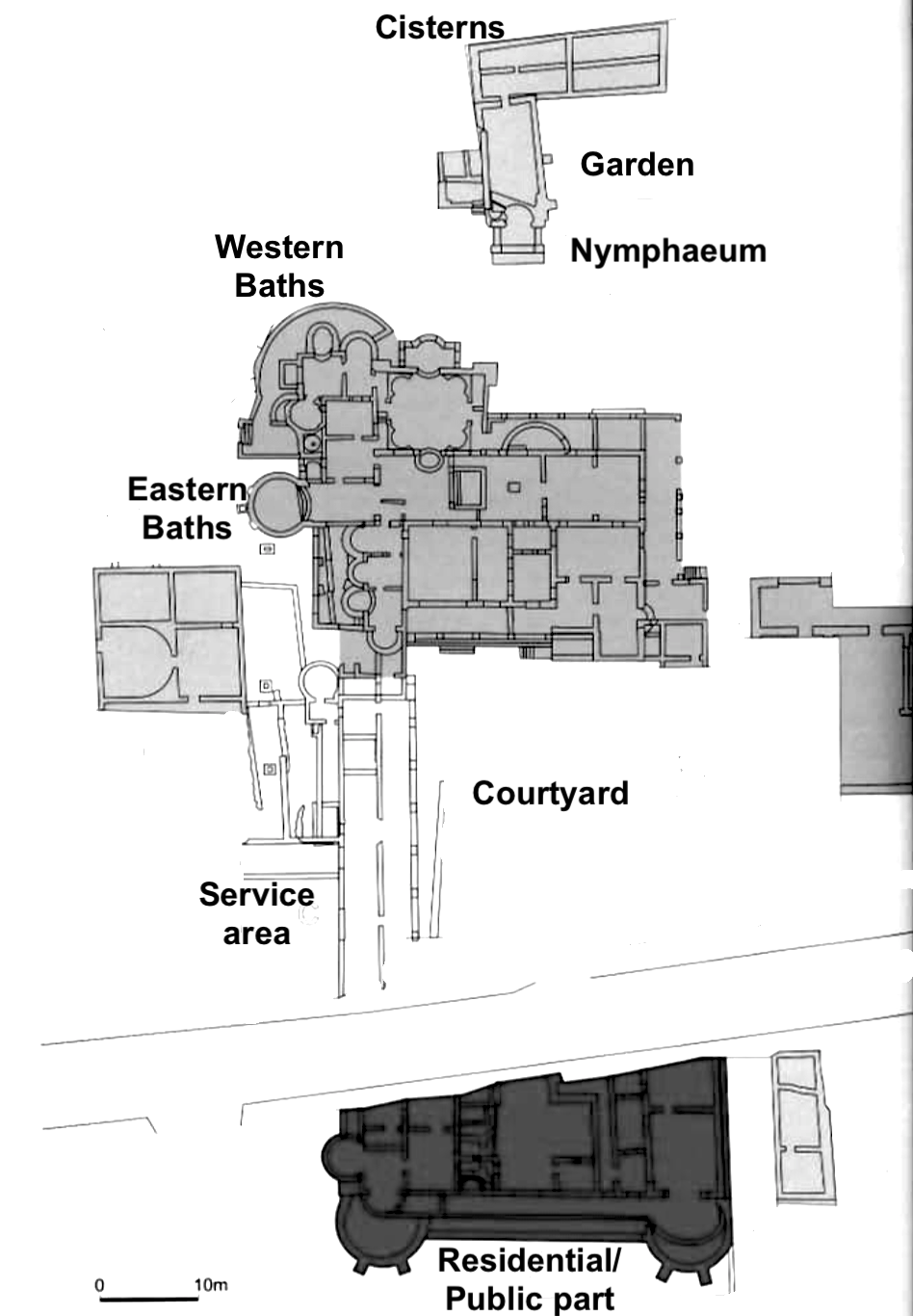
Plan de la villa raomaine de Casignana.

La villa a été découverte en 1963, lors de la construction d'un aqueduc, près de la route nationale 106 Ionica et a fait l'objet d'une enquête systématique par la Surintendance du patrimoine archéologique de Calabre dans les années 1980. Depuis 1998, le site est géré par la municipalité de Casignana qui a acquis les terrains voisins avec la contribution de la communauté montagnarde de l'Aspromonte, permettant ainsi d'agrandir la zone étudiée.
Les pièces d'un grand complexe thermal privé, accessibles depuis un portique, ont été mises en lumière. Elles sont richement décorées de mosaïques, dont celle figurative du frigidarium (« salle des Néréides »), datée du IIIe siècle, laquelle représente en grands carreaux blancs et verts un thiasus marin avec quatre figures féminines chevauchant un lion, un taureau, un cheval et un tigre se terminant par une queue de poisson. La pièce a un plan octogonal avec quatre côtés en absides et dispose de deux bassins d'eau froide. Le caldarium, doté d'un système de chauffage hypocauste et de tuyaux en terre cuite sur les murs, présente également un plan octogonal et un petit sol en mosaïque et devait être recouvert d'une voûte. La villa possédait aussi un tepidarium, intermédiaire entre le caldarium et le frigidarium. L'ensemble comprend également une salle rectangulaire pavée de dalles de marbre coloré (opus sectile).
En amont se trouve un nymphée monumental avec des citernes.
De l'autre côté de la route nationale se trouve la partie résidentielle de la villa, avec des pièces structurées autour d'une grande cour. Il existe encore des sols en mosaïque (salle des Quatre Saisons, salle absidale).

## Galerie

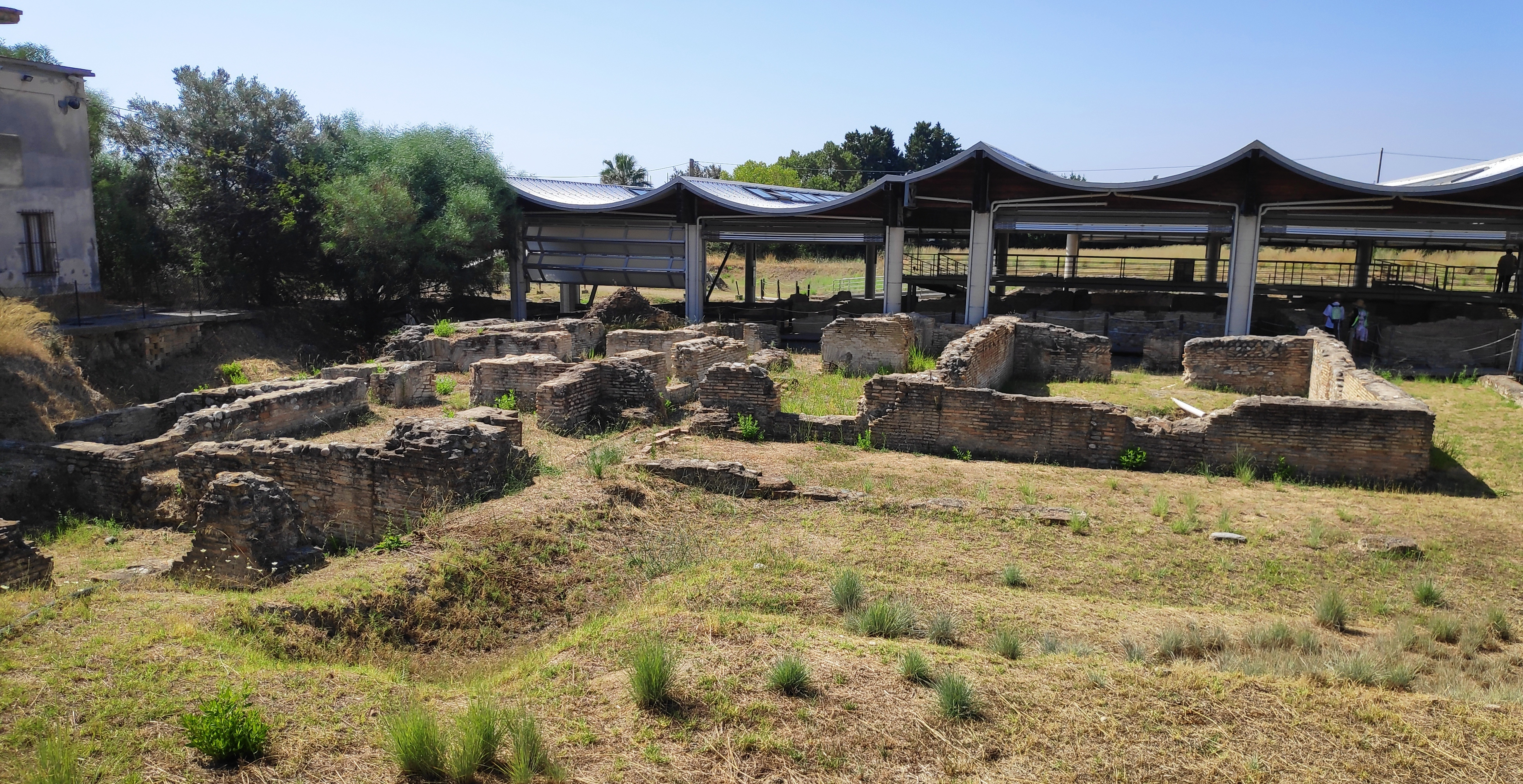
Zone archéologique.
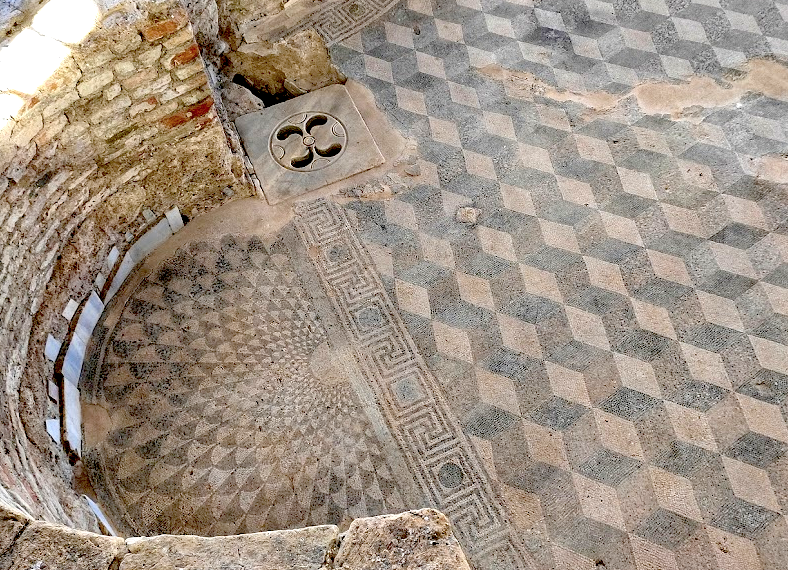
Le frigidarium.

### Liens connexes
- Liste des Sites archéologiques en Calabre